# マンクス (貨幣)
マンクス（Mancus,  [ˈmæŋkəs]）は中世ヨーロッパにおいて流通した金貨。金の重さは一枚当たり4.25グラム。イギリスにおいては30ペンス銀貨と同価であった。
- アッバース朝のディナール金貨を模したオファのマンクス
- エゼルレッド2世時代に発行されたマンクス